# Wólka-Podlesie
Wólka-Podlesie – wieś w Polsce położona w województwie łódzkim, w powiecie skierniewickim, w gminie Lipce Reymontowskie.

## Historia
W latach 1975–1998 miejscowość administracyjnie należała do województwa skierniewickiego.